# Kazimierz Jenoval
Kazimierz Jenoval, właśc. Kazimierz Niechaj (ur. 17 lutego 1906 w Twierdzy Nowogieorgiewsk, zm. podczas II wojny światowej) – polski aktor teatralny i filmowy.

## Życiorys
Podczas kariery używał również nazwisk: Niechaj-Jenoval oraz Jedynak-Jenoval. Podawał również 1904 jako swój rok urodzenia.  Dorastał i mieszkał w Tłuszczu, natomiast kształcił się w Warszawie, gdzie ukończył m.in. tamtejszą Szkołę Nauk Politycznych. Jak sam twierdził, w latach 1919–1921 służył w Wojsku Polskim, a okresie 1922–1927 należał do milicji PPS (w rzeczywistości z partią tą związał się dopiero w 1928 jako członek PPS – Frakcji Rewolucyjnej). Był członkiem Towarzystwa Uniwersytetu Robotniczego i prezesem oddziału TUR w Tłuszczu. 
W sezonie 1926/1927 grał w warszawskim Teatrze Praskim, a następnie występował w Lublinie (Teatr Miejski 1928–1929), Kaliszu (Teatr Rozmaitości), Lwowie (Teatr Miejski, 1930) oraz ponownie w Warszawie (Teatr Ludowy 1929, Teatr Melodramatyczny 1931, Teatr Popularny, Teatr Narodowy 1932, Teatr 8:30 1933). W latach 1933–1938 był członkiem zespołów teatrów objazdowych: Wołyńskiego (1933–1934, 1937–1938), Pokucko-Podolskiego (1934–1935) oraz Wileńskiego (1936–1937). Następnie, w 1939 roku powrócił na sceny warszawskie (Teatr Kameralny, Warsztat Teatralny [PIST).
Brał udział w obronie Warszawy we wrześniu 1939 roku. Następnie udał się do Lwowa, gdzie zaginął. Ostatecznie przyjęto, że zmarł podczas II wojny światowej, dokładna data i miejsce jego śmierci nie są znane.

## Filmografia
- Dzieje grzechu (1933)
- Córka generała Pankratowa (1934)
- Ludzie Wisły (1938) – Zygmunt Siudowski, mąż Julci